# Железнодорожная линия Глуда — Реньге
Железнодорожная линия Глуда — Реньге (официально: «Глуда — Реньге — гос. граница») — железнодорожная линия протяжённостью 60 километров. Соединяет населённые пункты Глуда и Руба. Станция, находящаяся в Рубе называется Реньге (посёлок, расположенный неподалёку). Это неэлектрифицированная линия 2-й категории. Уходила за границу Латвии — в Литву.

## История

Конец путей на мосту через р. Вадаксте на латвийско-литовской границе

В 1872 г. началось строительство продолжения железнодорожной линии Рига — Елгава до Мажейкяй и уже 1 ноября 1873 г. 95-и километровый участок Елгава — Мажейкяй, с колеёй 1435 мм был сдан в эксплуатацию. Линия задумывалась для того, чтобы соединить Ригу через Елгаву с построенной ранее линией Лиепая — Мажейкяй — Кайшядорис, однако важного значения не имела, а после постройки линии Елгава — Шяуляй использовалась лишь для сообщения с Лиепаей. В 1925 г. приступили к постройке участка Глуда — Лиепая, в связи с чем на участке Елгава — Глуда появился второй (1524 мм) путь. В советское время по линии Глуда — Реньге курсировали пассажирские поезда маршрутов Рига — Мажейкяй, Рига — Клайпеда (в пути трижды пересекал Латвийско — Литовскую границу) и Рига — Калининград. После установления независимости Латвии курсировал поезд маршрута Рига — Реньге, отменённый 22 февраля 2010 года, после чего пассажирского сообщения на линии более нет. В свою очередь на участке Госграница — Мажейкяй в 2008 г. демонтированы рельсовые пути, вследствие чего линия Елгава — Мажейкяй стала непригодной для транзитных перевозок.
26 сентября 2017 года Латвия подала к Литве обращение о восстановлении движения на данном участке железной дороги.
2 октября 2017 года Европейская комиссия оштрафовала государственную железнодорожную компанию Lietuvos Geležinkeliai («Литовские железные дороги») в размере 27,873 миллиона евро «за ограничение конкуренции в железнодорожных грузовых перевозках посредством демонтажа железнодорожного сообщения между Литвой и Латвией».
В 2018 году компания Литовские железные дороги начала «символически» восстанавливать разрушенный участок от станции Мажейкяй до государственной границы с Латвией. По предварительным оценкам, восстановление разобранного 19-километрового участка могло обойтись бюджету Литвы в сумму не менее 10 миллионов евро.
22 марта 2019 года было подписано соглашение между Lietuvos Geležinkeliai и литовской компанией «Vitras-S», входящей в группу эстонского предпринимателя Олега Осиновского «Skinest Rail», о восстановлении участка Мажейкяй — Реньге. Работы должны быть завершены к концу 2019 года. Сумма контракта составила 11,35 млн. евро, включая налог на добавленную стоимость (НДС). Разобранный участок восстановлен, движение товарных поездов возобновлено.

## Станции и остановочные пункты

Станция Реньге

Остановочный пункт Ауце. Пассажирское здание.

| Километраж | Наименование   | Код    | Местонахождение |
| ---------- | -------------- | ------ | --------------- |
| 0,0        | ст. Глуда      | 092801 | Глуда           |
| 7,1        | о.п.. Кримунас | 092820 | Кримунас        |
| 12,6       | о.п. Аури      | 092835 | Аури            |
| 16,8       | о.п. Апгулде   | 092841 | Апгулде         |
| 21,9       | о.п. Пенкуле   | 092854 |                 |
| 29,1       | ст. Бене       | 099406 | Бене            |
| 40,1       | о.п. Ауце      | 099514 | Ауце            |
| 53,3       | о.п. Вадаксте  | 099529 |                 |
| 58,2       | ст. Реньге     | 099603 | Руба            |